# Карнеев, Василий Николаевич
Васи́лий Никола́евич Карне́ев (Корне́ев) (1831—1895, Новое Кунцево) — русский архитектор, академик Императорской Академии художеств, автор многих церковных и гражданских сооружений в Москве. Один из учредителей Московского архитектурного общества. Отец архитектора Н. В. Карнеева (1859—?).

## Биография
Родился в 1831 году.
Окончил Московское дворцовое архитектурное училище в 1857 году со званием архитектурного помощника. В 1858 году получил звание академика архитектуры. В 1868—1871 годах состоял архитектором Градской больницы, в 1870—1886 годах — архитектором московского почтамта. В 1871 годы В. Н. Карнеев был назначен архитектором при Московской городской думе. Находясь в должности, выполнил проект здания Думы (1886 г.). Служил участковым архитектором в 1873—1894 годах. Помощником В. Н. Карнеева некоторое время работал архитектор Л. Ф. Даукша.
После обрушения дома Московского купеческого общества, за строительством которого по проекту А. С. Каминского надзирал В. Н. Карнеев, архитектор состоял под судом.
Скончался 5 (17) июня 1895 года в Новом Кунцеве. Похоронен на территории Ново-Алексеевского монастыря.

## Проекты и постройки в Москве

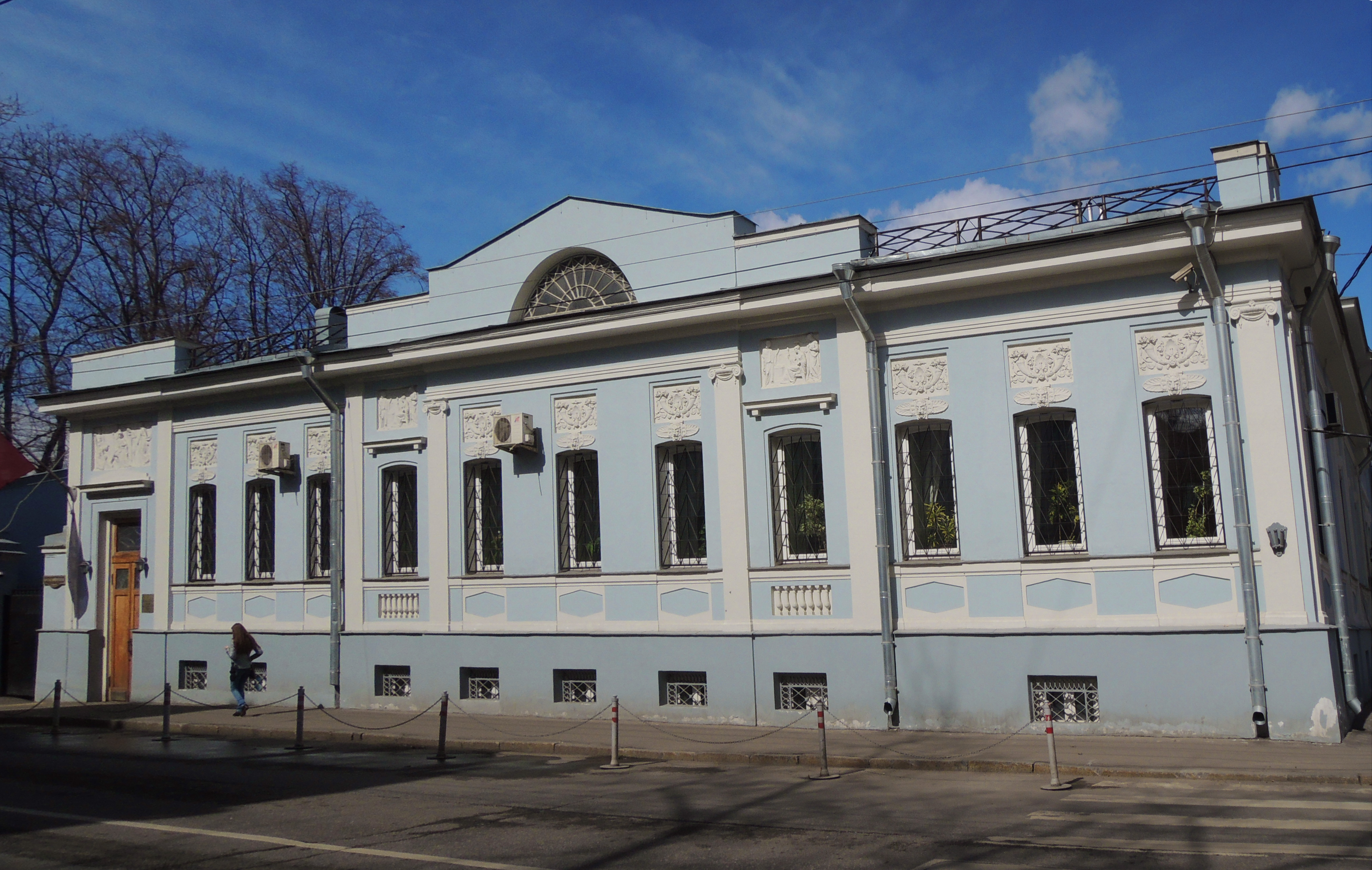
«Дом Берии» на М. Никитской

- Перестройка Церкви Николая Чудотворца на Рогожском кладбище (1863—1864, Старообрядческая улица, 31)[3];
- Доходный дом Медынцевых (1867, Покровский бульвар, 6/20 — Хохловский переулок, 20/6), ценный градоформирующий объект[4];
- Конюшенный корпус Императорского Московского почтамта (1872, Мясницкая улица, 40), выявленный объект культурного наследия[4];
- Доходный дом Карзинкина (1874, Столешников переулок, 9);
- Здание панорамы (1875, Сретенский бульвар, 6), не сохранилась;
- Перестройка церкви Николая Чудотворца на Болвановке (1875—1876, Верхняя Радищевская улица, 20)
- Доходный дом (1876, Гранатный переулок, 9);
- Доходное владение А. Н. Виноградова с лавками (1876, Софийская набережная, 24, стр. 1), выявленный объект культурного наследия[4];
- Комплекс доходных домов купца К. Н. Голофтеева (1878, Большая Дмитровка, 10/2 — Дмитровский переулок, 2/10), ценный градоформирующий объект[4];
- Доходный дом (1878, Певческий переулок, 4)[4];
- Складское здание в доходном владении А. Д. Расторгуева (1878—1879, Подколокольный переулок, 8, стр.1), ценный градоформирующий объект[4];
- Главный дом усадьбы Л. Иванова (1878—1879, Нижний Кисельный переулок, 6, стр. 1), ценный градоформирующий объект[4];
- Домовая церковь Андрея Первозванного в Чудовом монастыре (1880, Московский Кремль), не сохранилась[5];
- Ризница церкви Рождества Пресвятой Богородицы на Кулишках (на Стрелке) (1880, Солянка, 5/2)[6];
- Доходный дом (1881, Лихов переулок, 7);
- Доходный дом с чайным магазином Торгового дома «Д. и А. Расторгуевы» с хозяйственной пристройкой (1882—1890, Солянка, 7), выявленный объект культурного наследия[4];
- Особняк (1883, Солянка, 9), объект культурного наследия регионального значения[4];
- Особняк (1884, Вспольный переулок, 1);
- Доходное владение церкви Рождества Богородицы на Кулишки (1884, Подкопаевский переулок, 9, стр. 1)[4];
- Южная часть ограды Покровского монастыря (1886, Таганская улица, 58)[7];
- Комплекс домов доходных К. С. Шиловского (1886, Нижний Кисельный переулок, 5/23 — Улица Рождественка, 23/5, стр. 1, 2), ценный градоформирующий объект[4];
- Перестройка доходного дома Суздальского подворья (1886, Пушечная улица, 7/5 — Улица Рождественка, 5/7), ценный градоформирующий объект[4];
- Перестройка правого флигеля городской усадьбы Шубиных (И. А. Сытенко — А. Е. Владимирова) (1892, Малая Дмитровка, 12/1 — Успенский переулок, 1/12), объект культурного наследия регионального значения[4];
- Частичная переделка фасада жилого дома (1892, улица Сергия Радонежского, 13/1, стр. 1)[8];
- Митрополичья дача (?, Штатная Горка, 17).
- Малая Никитская улица. № 28/1 — Особняк С. А. Тарасова (1884, архитектор В. Н. Карнеев), ныне — посольство Туниса. После Тарасова затем принадлежал семье Бакакиных-Миндовских, в 1909—1913 годах по заказу А. И. Бакакина архитектором А. Э. Эрихсоном пристроен двухэтажный объем с квартирами для сдачи внаём. В особняке жил Л. П. Берия